# Jimmy Carr
James Anthony Patrick "Jimmy" Carr (15 de septiembre de 1972) es un cómico y humorista, escritor, actor y presentador de radio y TV de nacionalidad británica, conocido por su humor negro y seco.

## Inicio de su carrera
Carr comenzó su carrera en la comedia en el año 2000. Tras establecerse como comediante en vivo, comienza a aparecer en varios shows del Channel 4, principalmente en 8 out of 10 Cats.

## Antiteísmo
Durante su aparición en la serie de la BBC Would I Lie to You? (Serie 1, episodio 3), Jimmy Carr afirmó que había sido católico hasta la mitad de sus veinte años y, debido a su fe, virgen hasta los 26. Carr comenzó a esa edad a leer los libros de Richard Dawkins y renunció a su religión, considerándose a sí mismo antiteísta. Afirma que la religión limita los deseos de la gente de vivir su propia vida.

## Premios
- LAFTA Awards 2008: Best Stand Up
- LAFTA Awards 2007: Funniest Man
- British Comedy Awards 2006– Best Live Stand Up
- Rose D'Or Nomination 2006: Best Game Show, 'Distraction'
- LAFTA Awards 2005: Funniest Man
- Rose D'Or Nomination 2004: Best Presenter, 'Distraction'
- Loaded Lafta Award 2004 – Best Stand Up
- Royal Television Society Award Winner: Best On-Screen Newcomer 2003
- Perrier Award Nominee: 2002
- Time Out Award Winner: Best Stand Up 2002

## Filmografía
| Año  | Película                         | Personaje       |
| ---- | -------------------------------- | --------------- |
| 2006 | Alien Autopsy                    | Mánager de Gary |
| 2006 | Confetti                         | Antony          |
| 2006 | Stormbreaker                     | John Crawford   |
| 2007 | I Want Candy                     | Video Store Guy |
| 2009 | Telstar                          | Gentleman       |
| 2016 | The Comedian's Guide to Survival | Él mismo        |